# WVV Wageningen in het seizoen 1965/66
Het seizoen 1965/1669 was het 12e jaar in het bestaan van de Wageningense betaaldvoetbalclub Wageningen. De club kwam uit in de Tweede divisie A en eindigde daarin op de achtste plaats. Tevens deed de club mee aan het toernooi om de KNVB beker, hierin werd de club in de groepsfase uitgeschakeld.

## Wedstrijdstatistieken

### Tweede divisie A
|       | AGOVV | Gooiland | De Graafschap | Heerenveen | Hilversum | HVC   | PEC   | Tubantia | Veendam | Vitesse | Zaanstreek | ZFC   | Zwartemeer | Zwolsche Boys |
| ----- | ----- | -------- | ------------- | ---------- | --------- | ----- | ----- | -------- | ------- | ------- | ---------- | ----- | ---------- | ------------- |
| Thuis | 2 – 2 | 3 – 4    | 2 – 0         | 2 – 1      | 4 – 0     | 1 – 1 | 1 – 0 | 5 – 1    | 0 – 2   | 0 – 6   | 1 – 1      | 3 – 2 | 2 – 2      | 10 – 2        |
| Uit   | 2 – 3 | 0 – 1    | 9 – 0         | 0 – 0      | 0 – 0     | 1 – 1 | 1 – 0 | 1 – 2    | 4 – 1   | 5 – 0   | 4 – 2      | 2 – 1 | 2 – 1      | 1 – 1         |

### KNVB beker
| Groepsfase                                         | N.E.C.                                      | 3 – 2 (0 – 0) | Wageningen                        |
| 19 september 1965 Plaats: Nijmegen Goffertstadion  | Jo Schipperheijn 53' Chris Geutjes 80', 89' |               | 64', 83' Piet Hermsen             |
| Groepsfase                                         | Wageningen                                  | 0 – 1 (0 – 1) | Go Ahead                          |
| 7 november 1965 Plaats: Wageningen Wageningse Berg |                                             |               | 15' Gerard Wüstefeld              |
| Groepsfase                                         | Wageningen                                  | 2 – 2 (1 – 1) | Vitesse                           |
| 2 januari 1966 Plaats: Wageningen Wageningse Berg  | Frans van Ernst Gerrit Martens 80'          |               | Piet van Kerkhof 74' Jan Veenstra |

## Statistieken Wageningen 1965/1966

### Eindstand Wageningen in de Nederlandse Tweede divisie A 1965 / 1966
| Stand | Gespeeld | Gewonnen | Gelijk | Verloren | Punten | Doelpunten voor | Doelpunten tegen |
| ----- | -------- | -------- | ------ | -------- | ------ | --------------- | ---------------- |
| 8e    | 28       | 10       | 8      | 10       | 28     | 49              | 56               |

### Topscorers
| #                | Naam                    | Goal |
| ---------------- | ----------------------- | ---- |
| 1.               | Joop van Viegen         | 10   |
| 2.               | Ton van de Weerd        | 8    |
| 3.               | Frans van Ernst         | 7    |
| 4.               | Geurt Jansen            | 5    |
| 4.               | Henk Janssen            | 5    |
| 6.               | Richard van Wijnbergen  | 4    |
| 7.               | Gerrit Martens          | 3    |
| 8.               | Piet Hermsen            | 2    |
| 9.               | Attie Albers            | 1    |
| 9.               | Geert Janssen           | 1    |
| 9.               | Jacques Rademaker       | 1    |
| 9.               | Paul Zaal               | 1    |
| Eigen doelpunten |                         |      |
| –                | Piet Pruim (Zwartemeer) | 1    |
| Totaal           | Totaal                  | 49   |

| #      | Naam            | Goal |
| ------ | --------------- | ---- |
| 1.     | Piet Hermsen    | 2    |
| 2.     | Frans van Ernst | 1    |
| 2.     | Gerrit Martens  | 1    |
| Totaal | Totaal          | 4    |